# De Krieger
De Krieger is een buurtschap in de gemeente Steenwijkerland, in de Nederlandse provincie Overijssel.
De buurtschap is gelegen in het zuiden van de gemeente, tussen Vollenhove en Genemuiden.